# 아믈리브 막 일둘브
아믈리브 막 일둘브(중세 아일랜드어: Amlaíb mac Illuilb, ? - 977년)는 10세기 알바 왕국의 왕이다. 일둘브 막 카우산틴의 세 아들 중 둘째로, 알핀 왕조 아드계 씨족에 속한다. 아믈리브의 아버지 일둘브는 더블린 왕국의 노르드인 왕조와 긴밀한 연결을 갖고 있었고, "일둘브", "아믈리브"라는 이름은 각각 노르드어 이름 "힐둘프", "올라프"가 어원이다. 아믈리브의 이름이 노르드어 이름이 게일어화된 것임이 확실하다면 아믈리브의 어머니는 더블린 이바르 가의 구성원, 아마 올라프 크바란이나 올라프 구드프리다르손의 손녀일 것이다.
962년 일둘브가 죽고 알핀 가 카우산틴계의 두브 막 말 콜룸이 왕위에 올랐다. 아믈리브의 형 킬렌이 이에 반대하여 모반했고, 966년 아믈리브가 폐위된 뒤 왕위에 올랐다. 킬렌은 셋째 동생 오하드와 함께 971년 살해당했고 왕위는 두브의 동생 키나드 막 말 콜룸에게 돌아갔다. 아일랜드 문헌들에 보면 키나드가 977년 아믈리브를 죽였다고 한다. 이들 문헌에서 아믈리브를 왕으로 기재하고 있는 것으로 보아 아믈리브가 일시적으로 왕위를 장악했다가 도로 빼앗긴 것으로 보인다. 아믈리브의 짧은 치세는 971년 또는 976년에서 977년으로 비정된다.
| 전임 킬렌 막 일둘브 | 알바의 왕 971년/976년–977년 | 후임 키나드 막 말 콜룸 |